# Philipp Albrecht Christfels

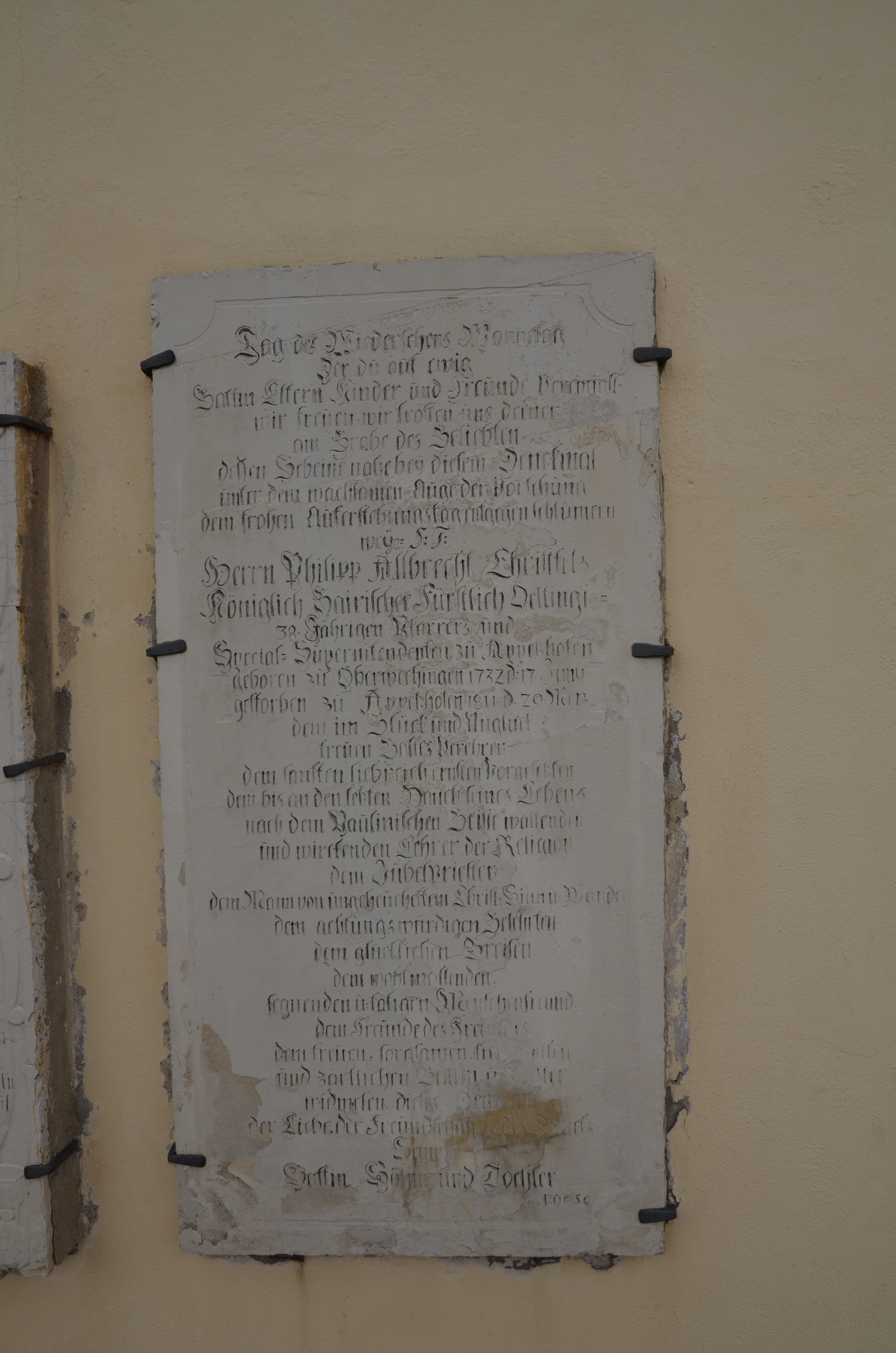
Grabstein an der Außenwand der Kirche St. Jakobus in Appetshofen

Philipp Albrecht Christfels (auch Philipp Albert Christfels; * 17. Juli 1732 in Wechingen; † 29. März 1811 in Appetshofen) war ein deutscher evangelisch-lutherischer Geistlicher und Theologe.

## Leben
Christfels war Rektor des Predigerseminars in Oettingen. Später wurde er Pfarrer in Appetshofen, einem heutigen Ortsteil der Gemeinde Möttingen im schwäbischen Landkreis Donau-Ries, und versah ab 1798 zusätzlich das Amt eines fürstlich-oettingscher Special-Superintendenten des örtlichen Dekanats. Dieses Amt hatte er auch nach dem Übergang des Fürstentums an das Königreich Bayern 1806 noch inne. Daneben verfasste er theologische Werke.
Sein Grabstein ist an der Turmaußenwand der evangelisch-lutherischen Pfarrkirche St. Jakobus erhalten. Auf dem Solnhofer Stein ist eine längere Inschrift angebracht.

## Werke
- Münchener Digitalisierungszentrum